# Siftable
Siftables er små (36x36x10 mm) interaktive computere med indbygget display, højttaler, trådløs kommunikation og bevægelsessensorer. De blev opfundet af David Merrill og Jeevan Kalanithi fra MIT Media Lab.

## Eksterne links
- Siftables.com officiel website
- D. Merrill, J. Kalanithi and P. Maes. Siftables: Towards Sensor Network User Interfaces
- TED: Siftable Computing Makes Digital Data Physical på Wired.com
- David Merrill: Siftables, the toy blocks that think Arkiveret 17. februar 2009 hos  Wayback Machine i Exchange

| Hardware | Spire Denne artikel om computere og anden hardware er en spire som bør udbygges. Du er velkommen til at hjælpe Wikipedia ved at udvide den. |